# Gin Craze

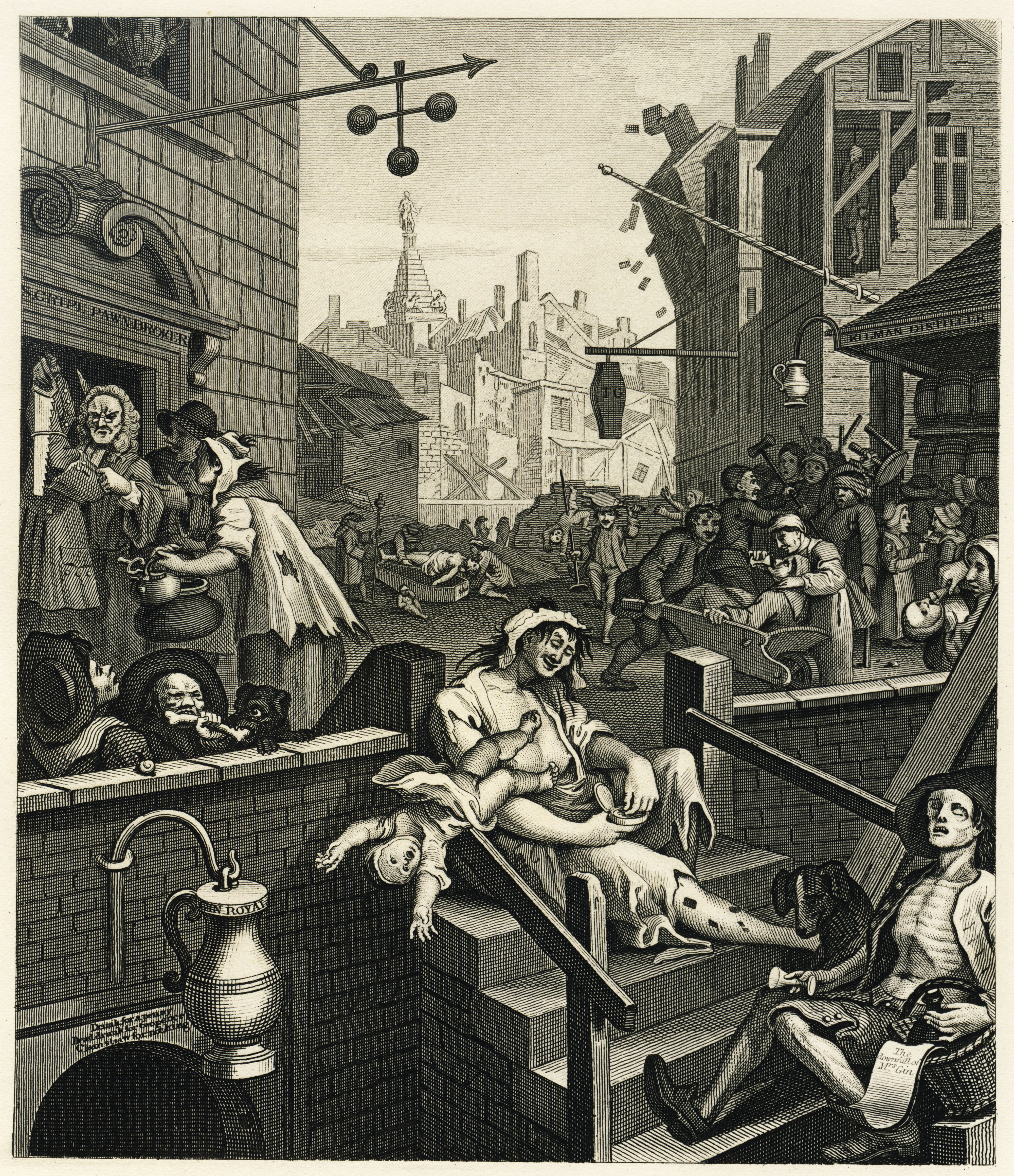
William Hogarth, Gin Lane (la Ruelle du gin), 1751.

Le terme Gin Craze (expression de langue anglaise à double sens que l'on peut traduire par « folie du gin ») désigne une période du début du XVIIIe siècle lorsque le gin devint populaire auprès de la classe ouvrière britannique, plus particulièrement à Londres. Cette vogue créa une épidémie d'ivresses extrêmes qui provoqua en retour une indignation morale et une série de mesures législatives que certains comparent aux guerres modernes contre les narcotiques.
Le gin offrait une alternative au brandy français à une époque de conflits à la fois religieux et politique entre la France et la Grande-Bretagne. Entre 1689 et 1697, le gouvernement britannique passa une série de lois visant à restreindre l'importation de brandy et à encourager la production de gin. De plus le monopole de la Guilde des distillateurs de Londres fut aboli en 1690, ouvrant ainsi le marché de la distillation du gin.
Cinq lois importantes furent mises en vigueur en 1729, 1736, 1743, 1747 et 1751 (en) dans le but de contrôler la consommation du gin. Même s'il existait des boissons alcoolisées similaires et que la consommation d'alcool était courante dans toutes les couches de la société britannique, c'était le gin qui préoccupait le plus cette société.